# Провулок Грабовського (Харків)
Прову́лок Грабо́вського — провулок у Шевченківському районі Харкова, у районі театру ім. Шевченка. Довжина 100 метрів. Починається від вулиці Сумської. Закінчується на перетині з Римарською вулицею. Провулок розташований між будівлею театра ім. Шевченка з однієї сторони та багатоповерховими будинками початку XX сторіччя — з іншої. Названий на честь українського поета-лірика Павла Грабовського, який навчався та жив у Харкові.
Рух провулком односторонній — з Сумської вулиці в бік Римарської вулиці.

## Історія
Провулок Грабовського прокладений у кінці XIX — на початку XX століття. У той же час була сформована його забудова. Провулок Грабовського раніше називався Театральним, 2-м Сумським і 2-м К. Лібкнехта.
Під час Другої світової війни в провулку Грабовського у березні 1943 року йшли вуличні бої.

## Будівлі
Провулок Грабовського є адресою лише однієї будівлі — будинку № 4. Цей колишній прибутковий будинок споруджений у 1905 (можливо, у 1903) році за проєктом архітекторів Олександра Гінзбурга та Іліодора Загоскіна. Чотириповерхова будівля з червоно-коричневої цегли виконана в стилі модерну. Особливістю будівлі є білі деталі еркерів та кронштейнів під карнизом з гротескними ліпними прикрасами, зокрема фігурами риб та тритонів. Первинне призначення будівлі — прибутковий будинок, крім того, в цьому будинку Гінзбург відкрив будівельну контору «Залізобетон».
Після 1917 року в будинку працював магазин живої риби. Рибу утримували в спеціальних резервуарах у підвалах будівлі. Після війни їх використали для створення дитячої школи плавання з басейном «Золота рибка». У 1981 році будівля реставрована. Станом на 2010 рік у будинку знаходяться магазини товарів для офісу «Carreblanc» та оргтехніки «ABC-матриця».
16 серпня 2019 року за адресою провулок Грабовського, 4 відкрито меморіальну дошку на честь О. М. Гінзбурга.
На провулок також виходять бічні фасади: за непарною стороною — Харківського українського драматичного театру імені Шевченка (вулиця Сумська, 9), за парною стороною — колишнього Обласного клінічного онкологічного диспансера (вулиця Римарська, 14) та колишнього будинку літературних організацій (вулиця Сумська, 11).

## Галерея

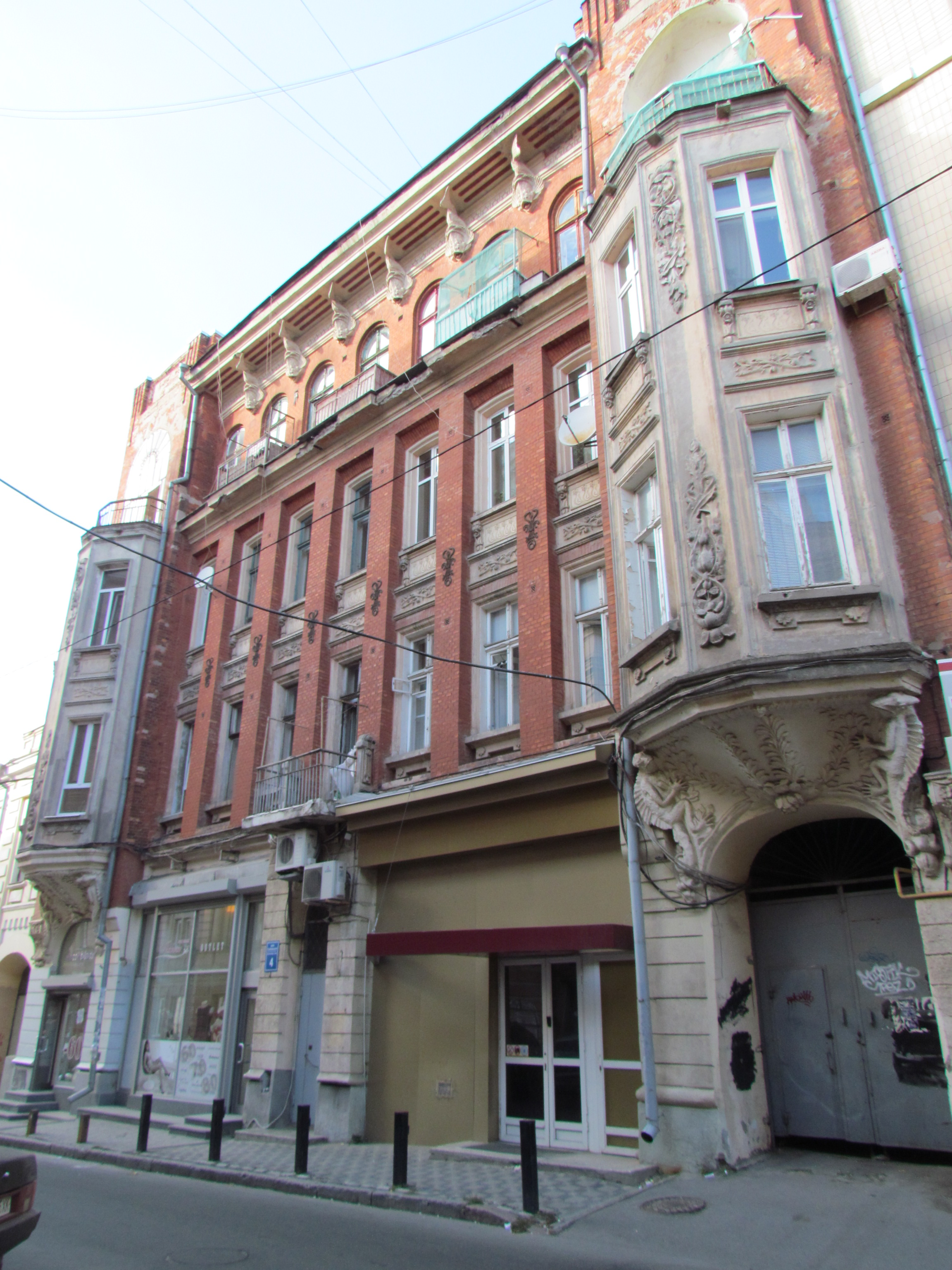
Будинок № 4, загальний вигляд
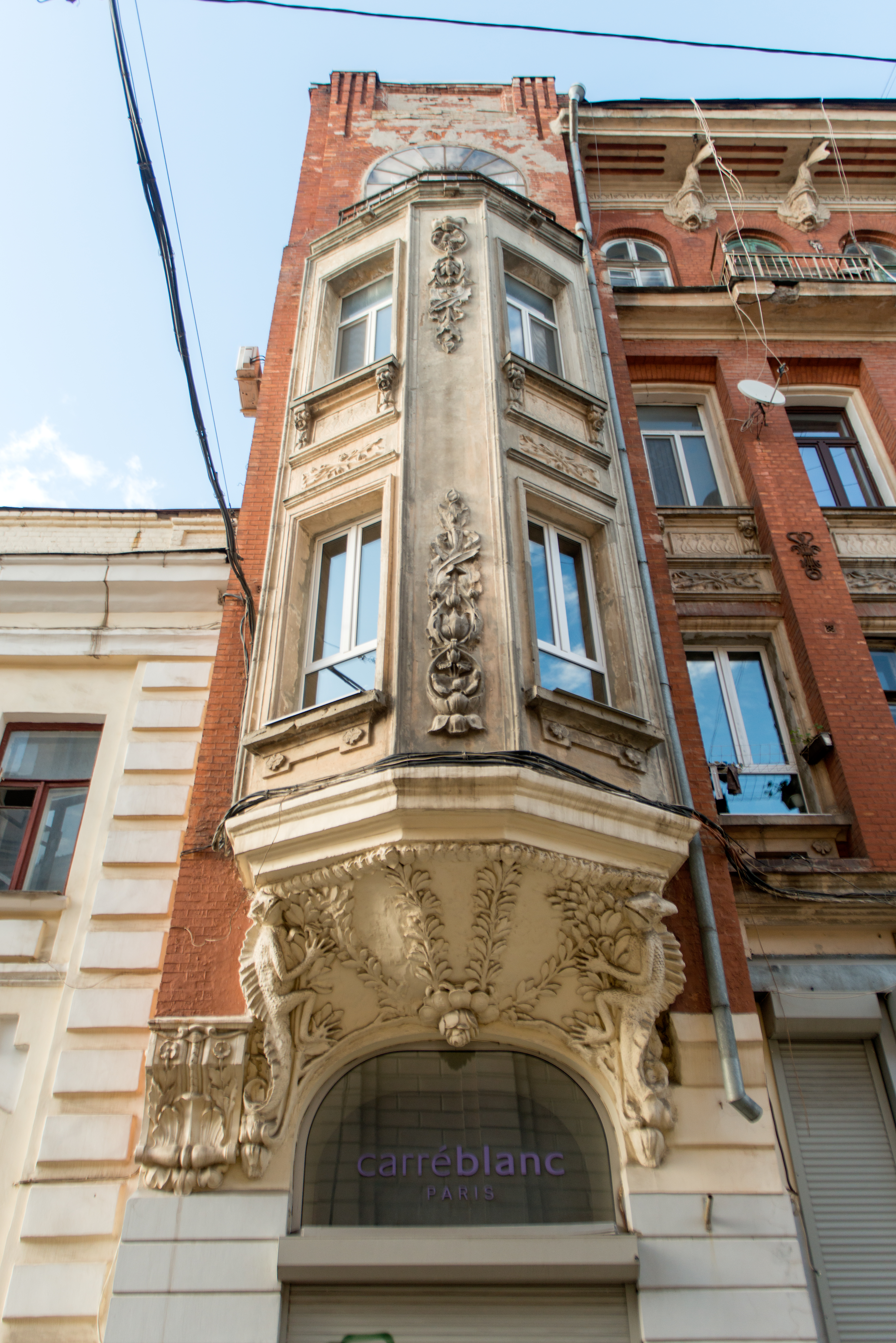
Будинок № 4, еркер
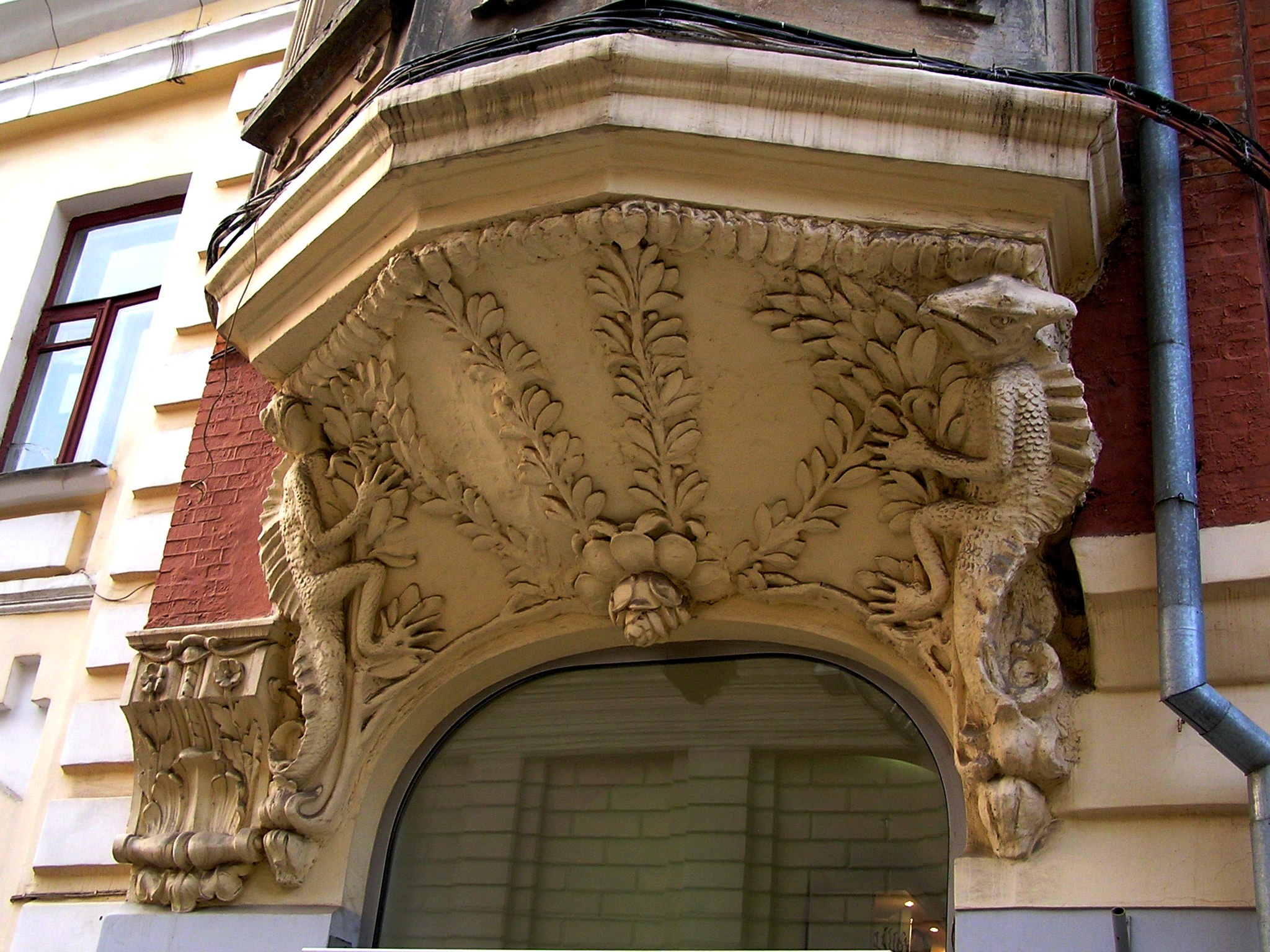
Будинок № 4, деталь еркера
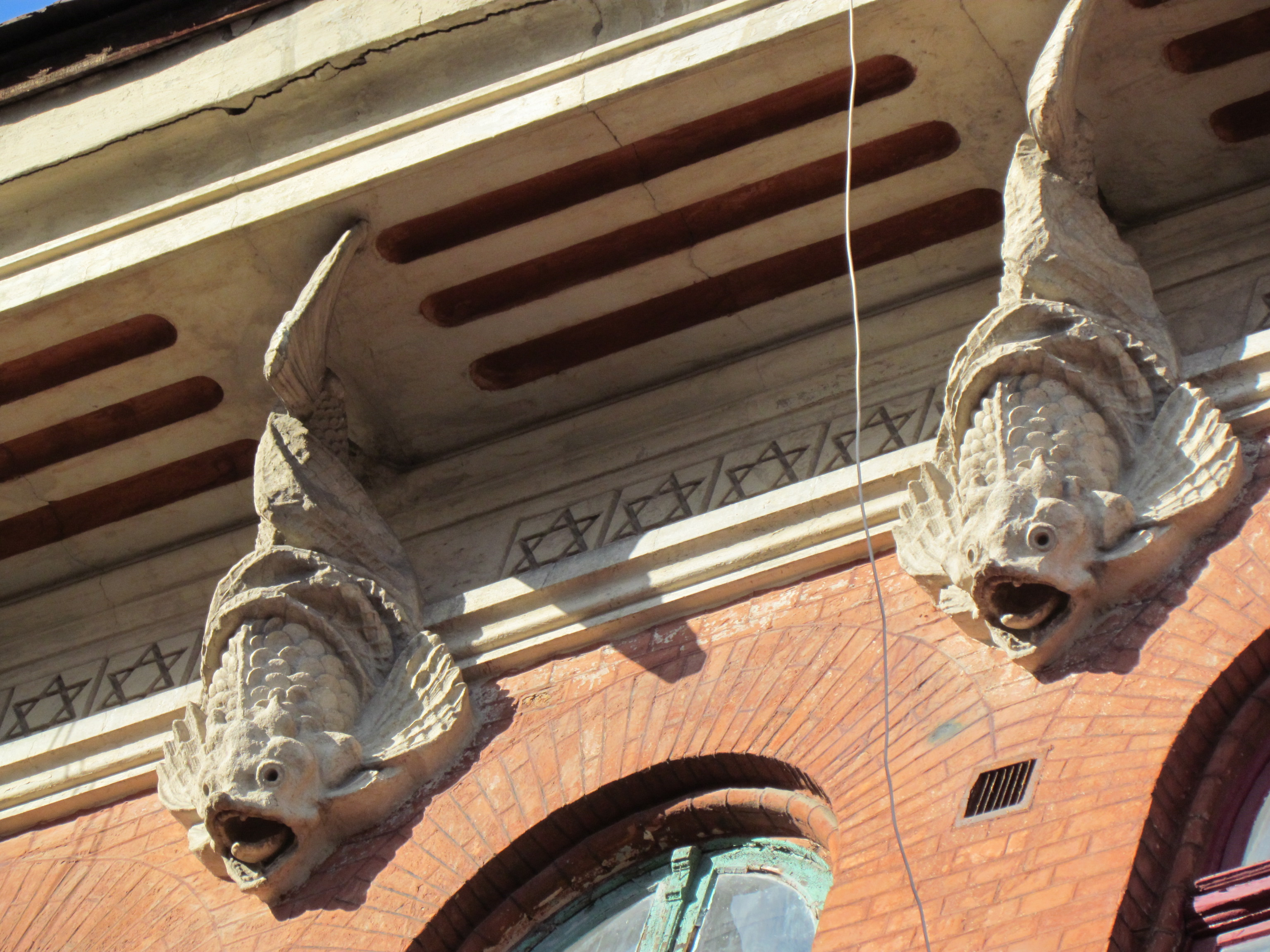
Будинок № 4, деталь карниза